# Augustin Fliche
Pour les articles homonymes, voir Fliche.
Augustin Fliche, né le 19 novembre 1884 à Montpellier et mort le 19 novembre 1951 dans la même ville, est un historien français spécialisé dans l'histoire de l'Église au Moyen Âge.

## Biographie
Tout en étant né à Montpellier et faisant l'essentiel de sa carrière dans la ville, Augustin Fliche passe sa jeunesse hors de celle-ci.
Il est l'ainé d'une fratrie de quatre enfants. Sa mère, Madeleine Jean, est la dernière héritière d'une lignée de huit générations de notaires dans la ville. Son père, Louis Fliche (1856-1947), est avocat durant soixante années au barreau de Paris et actif auprès d'une organisation de bienfaisance religieuse, la société de Saint-Vincent-de-Paul. Son petit frère Yves est ingénieur, et ses deux sœurs sont religieuses.
Il fait ses études au Lycée Louis-le-Grand auprès du professeur Émile Mâle, puis à la Sorbonne avec les enseignants Christian Pfister, Ferdinand Lot et Charles Diehl. Agrégé d'histoire en 1907, il enseigne dans les classes de secondaires au lycée de Bordeaux et continue ses études en obtenant un doctorat ès lettres en 1912. Sollicité par le professeur Albert Dufourcq, il intègre la faculté des lettres de Bordeaux. Après une interruption de cinq années due à la Première Guerre mondiale, il est rattaché à l'université de Montpellier dans l'enseignement de l'histoire médiévale, d'abord comme maître de conférences, puis comme professeur,.
Il est connu pour avoir rédigé, en 1912, une biographie de Philippe Ier de France et une autre, en 1916, de Grégoire VII avec ses réformes. Il a également écrit des aperçus généraux de l'histoire du Moyen Âge, en 1930.
Il est professeur invité à l'Université de Louvain, durant cinq années (de 1925 à 1927 et les années 1946 et 1947) et celle de Coïmbre, qui lui ont décerné un doctorat honoris causa. Avec la même distinction, il participe à la reconstitution de la bibliothèque de l'université de Louvain.
Sur un vote unanime de ses collègues d'université, il est couronné par le décanat en 1934. En 1946 il doit renoncer à cette charge.
À partir de 1935, il dirige avec Victor Martin une Histoire de l'Église depuis les origines jusqu'à nos jours.
En 1941, il est devenu membre de l'Académie des inscriptions et belles-lettres.
Maréchaliste, catholique, conservateur, il est le Doyen de l'université des Lettres de Montpellier quand il tente, en 1941, d'empêcher la nomination de l'historien Marc Bloch, exclu en tant que juif de son poste universitaire de Strasbourg en octobre 1940 par les lois juives de Pétain, réfugié à Montpellier, qui passe dans la clandestinité en 1942. Il avertit ses supérieurs qu'un cours public de Marc Bloch peut provoquer des démonstrations hostiles. Bloch en parle très négativement dans sa correspondance. Fliche participe par ailleurs aux discussions avec le ministre Abel Bonnard en 1943, concernant le projet de création de l'agrégation et de la licence de géographie.
En 1946, Fliche est démis de son titre de doyen de l'Université de Montpellier pour cause de vichysme.
Il est inhumé au cimetière Saint-Lazare de Montpellier.

## Publications
- Le Règne de Philippe Ier, roi de France (1060–1108). Paris, Société française d'imprimerie et de librairie, Paris 1912, Archive.

- Prix Gobert 1913 de l'Académie des inscriptions et belles-lettres.
- Les Vies de Saint Savinien. Premier évêque de Sens : étude critique suivie d'une édition de la plus ancienne vita. Société française d'Imprimerie et de Librairie, Paris 1912, Archive (sur Savinien de Sens, premier évêque de Sens (Yonne) au IIIe siècle).
- Études sur la polémique religieuse à l'époque de Grégoire VII. Société française d'Imprimerie et de Librairie, Paris 1916, Archive.
- Saint Grégoire VII. Lecoffre, Paris 1920, Archive

- Prix Juteau-Duvigneaux 1921 de l’Académie française.
- La Réforme grégorienne, 3 volumes. Louvain 1924–1937.
- La Chrétienté médiévale 395-1254. Histoire du monde, VII/2, Paris 1929.
- L'Europe occidentale de 888 à 1125. Histoire générale. Histoire du Moyen Âge, II. Paris 1930.
- avec R. Foreville, Jean Rousset : La Réforme grégorienne et la reconquête chrétienne (1057-1123). Histoire de l'église depuis les origines jusqu'à nos jours, Teilband 8. Bloud & Gay, Paris 1946.
- La querelle des investitures. Aubier, Éditions Montaigne, Paris 1946.
- avec Christine Thouzellier, Yvonne Azais : Du premier concile du Latran à l'avènement d'Innocent III (1123–1198). Histoire de l'église depuis les origines jusqu'à nos jours, Fascicule 9. Bloud & Gay, Paris 1948.
- avec Christine Thouzellier, Yvonne Azais : La Chrétienté romaine (1198–1274). Histoire de l'église depuis les origines jusqu'à nos jours, Fascicule 10. Bloud & Gay, Paris 1950.

## Hommage
Le conseil municipal de la ville de Montpellier a nommé une voie urbaine au nom du doyen de faculté de Lettres :
- Avenue Augustin Fliche. (43° 37′ 48,13″ N, 3° 51′ 39,9″ E)

## Sources et références
- (de) Cet article est partiellement ou en totalité issu de l’article de Wikipédia en allemand intitulé « Augustin Fliche » (voir la liste des auteurs).